# Metebach
Metebach là một đô thị ở huyện Gotha, ở bang Thüringen, Đức. Đô thị này có diện tích 5,63 km², dân số thời điểm ngày 31 tháng 12 năm 2006 là 191 người.